# سیارک ۶۴۰۵
سیارک ۶۴۰۵ (به انگلیسی: 6405 Komiyama، نامگذاری:1992HJ) شش هزار و چهارصد و پنجمین سیارک کشف شده‌است که در ۳۰ آوریل ۱۹۹۲ کشف شد.